# Смолинское (Каменский муниципальный округ)
Смолинское — село в Каменском районе Свердловской области России. Входит в Каменский муниципальный округ.
Ранее входило в состав Горноисетского сельсовета Каменского района.

## География
Село Смолинское расположено в 17 километрах (в 31 километре по автодороге) к западу от Каменска-Уральского и в 77 километрах (в 82 километрах по автодороге) к юго-востоку от Екатеринбурга, на правом берегу реки Исети. Ниже по течению Исети расположена деревня Ключи, а выше — деревня Бекленищева и посёлок Горный.
Климат
Климат умеренно континентальный. Погода изменчива, воздух холодный, арктический.
Часовой пояс
Смолинское, как и вся Свердловская область, находится в часовой зоне МСК+2. Смещение применяемого времени относительно UTC составляет +5:00.

## История
Поселение в этом месте возникло после 1734 года. Деревня Смолина сначала входила в Арамильский приход, затем, до 1765 года, в Покровский.
В 1926 году центр Смолинского сельсовета в составе Покровского района Уральской области.

## Население
| 1904 | 1908  | 1926  | 2002 | 2010 | 2021 |
| ---- | ----- | ----- | ---- | ---- | ---- |
| 1064 | ↘1006 | ↗1101 | ↘8   | ↗21  | ↗22  |

Структура

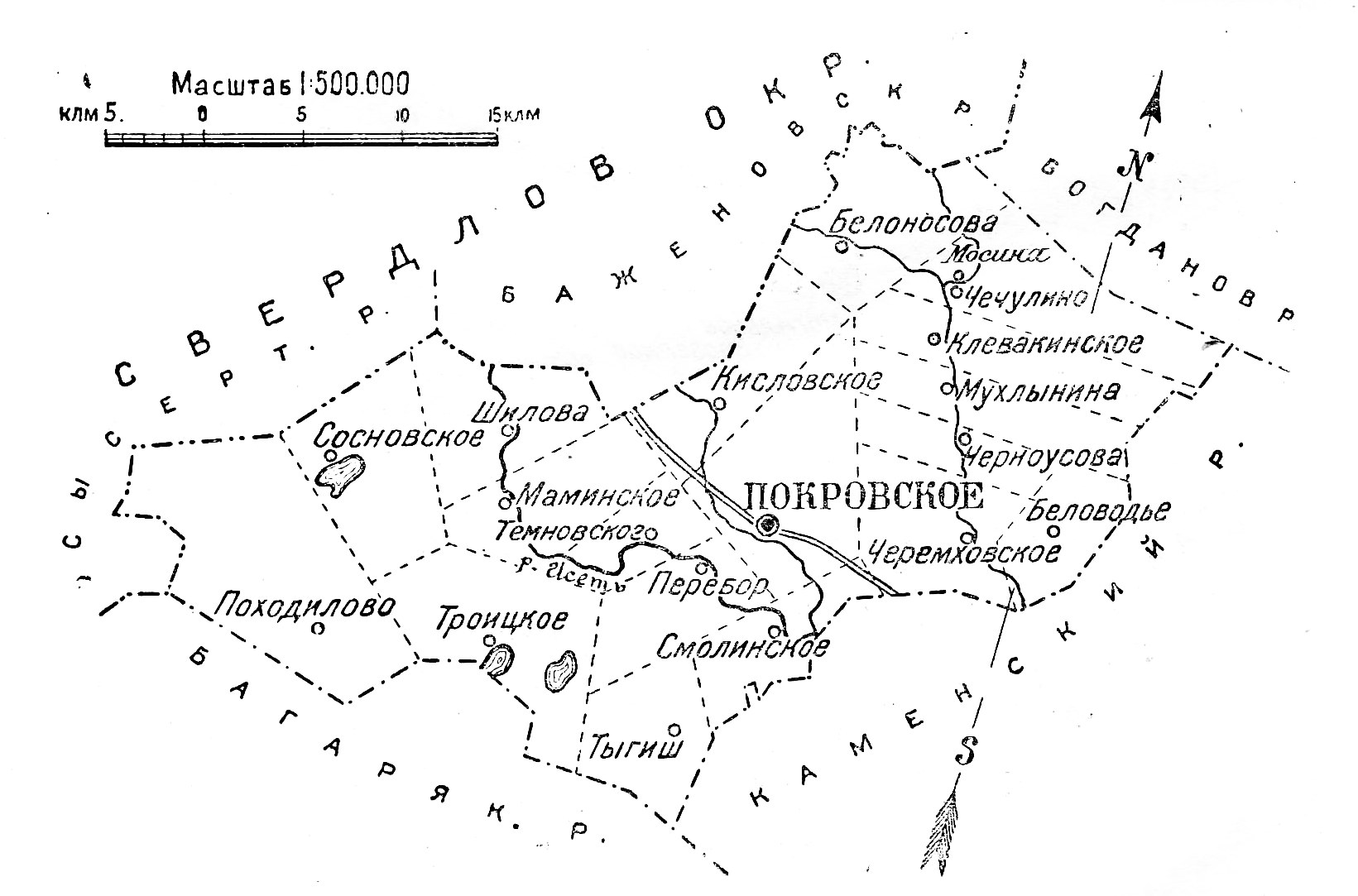
Смолинское на схеме Покровского района; 1928 год

- По данным 1904 года, в селе было 194 двора с населением 1064 человека (мужчин — 530, женщин — 534), все русские[10].
- По данным переписи 2002 года, все жители — русские[11]. По данным переписи 2010 года, в селе проживал 21 человек — 10 мужчин и 11 женщин[12].

## Транспорт
К северу от села Смолинского проходит автомагистраль Екатеринбург — Курган. В соседнем селе Покровском от магистрали есть ответвление на посёлок Горный. Посёлок Горный соединён местной дорогой с селом Рыбниковским. От этой дороги к Смолинскому ведёт подъездная дорога.
| Список улиц | Список улиц | Список улиц  |
| #           | Тип         | Название     |
| ----------- | ----------- | ------------ |
| 1           | улица       | Ленина       |
| 2           | улица       | Свердлова    |
| 3           | улица       | Октябрьская  |
| 4           | улица       | Зелёная      |
| 5           | улица       | Советская    |
| 6           | переулок    | Коммунальный |
| 7           | переулок    | Клубный      |

## Пророко-Илиинская церковь

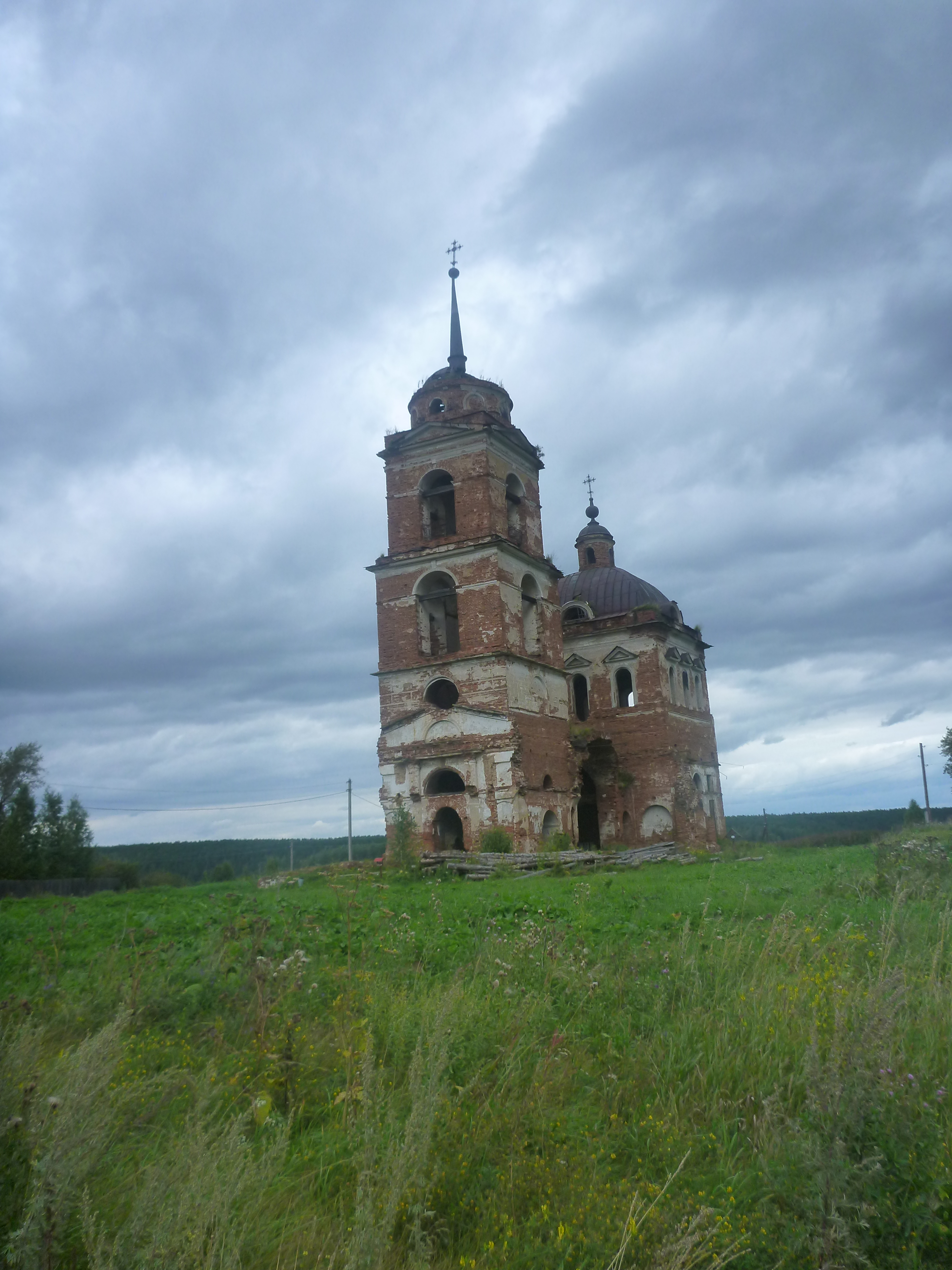
Церковь Илии Пророка; 2015 год

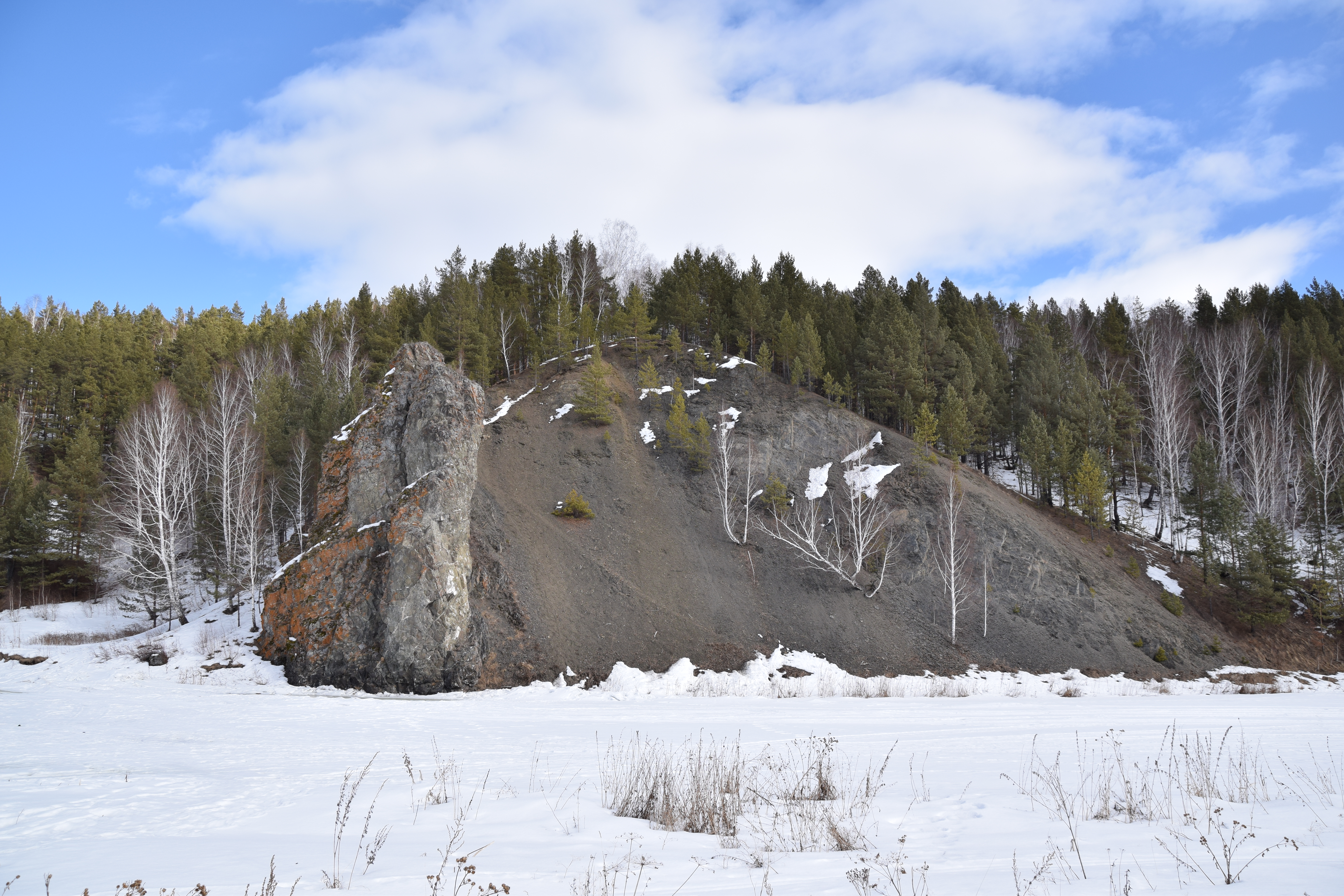
Скала Каменный столб (Смолинский камень); 2015 год

В западном въезде в село находится церковь Ильи Пророка 1823—1857 гг. Церковь можно увидеть в короткометражном фильме «Синюшкин колодец» Свердловской киностудии. Храм является образцом культовых зданий позднего классицизма и примером устойчивости барочных традиций на Урале во второй половине XIX века Пророко-Илиинская церковь, каменная, трехпрестольная. Заложена в 1823 году. Главный храм во имя пророка Илии, освящён 11 июня 1847 года, правый придел в честь Воздвижения Креста Господня, освящен 6 ноября 1877 года, левый придел во имя вмч. Дмитрия Солунского, освящён 2 ноября 1881 года. Закрыта в 1940 году, сергиевской ориентации. Полуразрушена.
5 июля 1770 года протоиерей Феодор Кочнев, приехавший из Екатеринбурга, освятил первый деревянный храм.
В 1822 году церковь сильно пострадала от пожара. После ремонта её вновь освятили. В следующем, 1823-м, была получена грамота на заложение нового каменного здания храма. Когда фактически был заложен и окончено строительство этого храма — точно неизвестно. Однако левый (северный) придел был освящен ранее главного храма, а именно в районе 1838 года. Придел освятили во имя великомученика Димитрия Солунского. По грамоте преосвященного Аркадия, епископа Пермского, от 11 июня 1847 года местный священник Матфий Попов освятил главный храм во имя пророка Илии. Позднее был пристроен правый (южный) придел, который освятили в 1857 году в честь Воздвижения Креста Господня.
Храм неоднократно подновлялся и благоукрашался. Так, например, в 1887—1893 годах был обновлен иконостас в главном храме, а также расписаны его стены. В 1895 году храм был оштукатурен и выбелен.
Известно о находившемся в храме деревянном кресте, который особо почитался среди местных прихожан. По преданию этот крест сделан был из сосны, крестообразно выросшей в Заречной части села. Позже на этом месте была поставлена часовня и устроен колодец, водой которого многие пользовались при различных болезнях. Это место особо почиталось жителями села, и тому были свои предпосылки. В одно время эта часовня и колодец при ней были в запустении. Но случился на селе пожар, который уничтожил все постройки вокруг часовни, не затронув, однако, её саму. С тех пор ежегодно, в день Воздвижения Креста Господня, при многочисленном стечении народа стал совершаться от Смолинского храма к часовне Крестный ход с тем самым почитаемым крестом. После хода совершался молебен и освящалась вода в колодце.

## Памятники природы
Напротив села на левом берегу реки Исети расположена одиночная скала Смолинский Камень. Выше по течению Исети находятся Бекленищевские скалы и порог Ревун. В Смолинском логу находится Смолинская пещера, одна из самых больших пещер в области, геологический и геморфологический памятник природы, а также место туризма и спортивных соревнований.